# José de Antepara
José María de la Concepción de Antepara y Arenaza (Guayaquil, 2 de marzo de 1770-Huachi, Ambato, 12 de septiembre de 1821), fue un comerciante, periodista, militar y político guayaquileño. Participó como uno de los próceres de la independencia de Guayaquil en 1820, siendo considerado como el «precursor del movimiento emancipador», y —junto a Olmedo, Villamil y Febres Cordero— como uno de los cuatro líderes más importantes de la ciudad durante aquella época. 
Previo al movimiento independentista, Antepara fue un comerciante que mantuvo estrechas amistades con grandes personalidades de otros países, con los que tenía en común el deseo de emancipación de los pueblos americanos con respecto al poder de la Corona española. Al regresar a Guayaquil, tomó gran protagonismo al establecer relaciones con varios adeptos a la causa e iniciar a integrar el movimiento revolucionario, así como desarrollar estrategias para un golpe a las autoridades coloniales. Antepara organizó y presidió el cónclave secreto denominado «La fragua de Vulcano», en la cual se reunieron varios otros líderes de la emancipación y se trazaron las planificaciones del golpe.
Tras la independencia en la ciudad de Guayaquil, fue uno de los signatarios del Acta de Independencia y posteriormente fue uno de los redactores del Reglamento Provisorio de Gobierno. Sin embargo, se distanció de la vida política y, pese a su poca experiencia militar, se enlistó para luchar en el ejército guayaquileño (denominado «División Protectora de Quito»), en donde participó en pocas batallas, y murió finalmente en la Segunda Batalla de Huachi en 1821.

## Biografía

### Primeros años
José María de la Concepción nació el 2 de marzo de 1770 en la ciudad de Guayaquil, durante el período colonial español en el territorio americano. Fue hijo legítimo y póstumo de Juan Lorenzo de Antepara Zambrano —comerciante guayaquileño— y de Vicenta de Arenaza, nacida en Daule, quien enviudó muy joven y con cinco hijos. José fue bautizado en la antigua Iglesia Matriz.
José de Antepara, durante su adolescencia y temprana madurez estaba dedicado al comercio y a la atención de los bienes que había heredado de su madre. Sin embargo, en 1801  viajó a México, y en esa ciudad contrajo matrimonio con María Ignacia de Escurra y Pastoriza, de cuyo matrimonio sólo se conoce a José María de Antepara y Escurra, nacido en México el 19 de febrero de 1803 y bautizado de cuatro días de nacido, que con el andar de los años se radicó en Guayaquil y luego en la península de Santa Elena, dedicado a la exportación de orchilla a su país natal y estuvo casado con María de Jesús Marín y Rodrigo.

### Inicios de ideales independentistas

#### Amistad con Francisco de Miranda
En 1803 viajó de México a Londres a fin de adquirir un trapiche para el ingenio de propiedad de su suegro, pero sucedió que entró en contacto con el general Francisco de Miranda —quien sería denominado como el «precursor de la Independencia americana»— a través de un artículo en la revista Edinburgh Review. Al llegar a Inglaterra le mostraron el artículo. Juzgó que contenía declaraciones y conjeturas sumamente interesantes acerca de su país natal y con respecto a Miranda añadió: "entre estos importantes materiales había muchos hechos referentes a un compatriota de quien había oído hablar vagamente. Pasó a ser mi natural deseo conocerle y por intervención de amigos comunes, especialmente el Canónigo José Domingo Cortés, lo conseguí...."
Entre ambos surgió una amistad. Miranda comenzó a tenerlo en el grupo de sus íntimos colaboradores tratándolo como su «amigo mexicano» vinculado a los jefes de ese país que estaban descontentos con el régimen español y le inculcó sus ideales por la independencia americana. A este ideal Antepara dedicó su vida y fortuna desde entonces, instalándose en Londres a trabajar con él en la Logia Americana de Caballeros Racionales, cuyo Gran Maestre y fundador era el propio Miranda, así como en su casa situada en Grafton Street.

#### Editor de «El Colombiano»
A principios de 1810, ante la crítica situación de los asuntos españoles, habiéndose entronizado José Bonaparte en Madrid, formó con Miranda el proyecto de publicar un periódico para hacerlo circular en el Nuevo Mundo con información crítica. Antepara contó con la ayuda de varios "Compatriotas" y el 15 de marzo apareció en la imprenta de R, Juiné de Margareth Street 17, Cavendish Square, el primer número de "El Colombiano", gaceta de dos columnas en idioma español. En la parte superior de la primera plana figura un lema tomado del De Finibus de Cicerón. Antepara figuró como Editor responsable y se sabe que le ayudaba su amigo José Domingo Cortés. En su número inicial "El Colombiano" manifestó que se proponía guiar a los habitantes del continente colombiano, para ponerlos en estado de juzgar con rectitud y obrar con acierto en una materia que tanto les interesa, pues debe ser el origen de su futura felicidad....La materia es la emancipación, la felicidad es la libertad. Los textos de "El Colombiano" fueron extractados y reproducidos en las Gacetas de Buenos Aires y Caracas principalmente.
Por esos días también dio a la luz un volumen ilustrado escrito en inglés, idioma que ya dominaba, donde recopiló documentos históricos y explicativos que muestran los propósitos en curso y los esfuerzos hechos por el General Miranda para conseguir la Independencia Americana durante los últimos veinticinco años bajo el título de "South American Emancipation" by José de Antepara, a native of Guayaquil - 229 págs.
El Colombiano realmente no estaba destinado a la venta sino a la circulación clandestina en Londres y las colonias. Miranda anunció proféticamente: La Independencia del continente es un evento previsto después de largo tiempo y todas las naciones tienen fijados los ojos sobre el nuevo mundo, para ver qué partido tomaren en la crisis actual en que se halla la monarquía española. El segundo número se refirió a la invasión napoleónica a España. Ambos números circularon en los Ministerios y pasaron a América, como ya se indicó.
Mientras tanto el duque de Alburquerque, embajador español en Londres, intentaba por todos los medios frenar la publicación, destinada según él, a "revolucionar a los americanos, por su carácter incendiario, subversivo y contrario al buen orden, la tranquilidad y la unión que debía reinar en las Américas", por eso se prohibió terminantemente su circulación en las colonias. "El Colombiano" salió hasta el quinto número y dejó de aparecer por prudencia, para evitar las retaliaciones que pudieren surgir del Foreign Office de Inglaterra ante las continuas reclamaciones del diplomático español en Londres.

#### Embajador de América del Sur
Poco después acompañó a Francisco de Miranda, Simón Bolívar, Andrés Bello y Luis López Méndez -comisionados por la Junta Suprema de Caracas -a la recepción diplomática que les brindó en el Foreing Office el ministro Richard Wellesley. hermano del Duque de Wellington; a nombre del gobierno de su Majestad británica Jorge III. Esta comisión fue aclamada por la prensa inglesa con el título de "embajadores de la América del Sur" y obtuvo el ofrecimiento de un respaldo de la flota británica en caso de que Francia atacara a las costas de Venezuela, en apoyo al régimen español, cuyo embajador en Londres el duque de Albuquerque volvió a protestar por el tratamiento altamente honroso dado a "Los insurgentes".

#### Archivo de Miranda
En 1810 arribó con Miranda a La Guaira, Venezuela, en compañía de Pedro Leleux, llevando consigo el archivo del Precursor (llamado Colombeia). En Caracas fue testigo de los acontecimientos que llevaron a la firma del acta de independencia de Venezuela el 5 de julio de 1811. Tras la desastrosa campaña militar de 1812 pudo Antepara embarcarse en La Guaira y huir a bordo del HMS Zephyr, no así el Precursor que tras la capitulación de San Mateo fue entregado por algunos oficiales patriotas al realista Domingo Monteverde, quien le puso con grillos en prisión. Miranda moriría años después, el 14 de julio de 1816, en las mazmorras del Arsenal de La Carraca de Cádiz.
Antepara, en cambio, salvó el archivo de Miranda que pasó a Inglaterra donde permaneció más de un siglo hasta que Henry Bathurst, III Lord Bathurst, lo puso en las manos del historiador William Spence Robertson, quien lo publicó en su magistral obra titulada "Life of Miranda" editada en Chapel Hill, USA, en 1929 y que traducida al español por Julio E. Payró ha visto sucesivas ediciones mientras el gobierno de Venezuela adquiría los 63 volúmenes del archivo, dándolos a la publicidad en 24 tomos.

### Independencia de Guayaquil

#### Regreso a Guayaquil
Hacia 1814 Antepara regresó subrepticiamente a Guayaquil pues no lo podía hacer a México. En febrero del 1816 defendió a Guayaquil del ataque de la flotilla del almirante Guillermo Brown, corsario al servicio de las Provincias Unidas del Río de la Plata. Aprendía francés en casa de Vicente Rocafuerte que acababa de arribar de Europa y practicaba en el "Emilio" de Jean-Jacques Rousseau, libro que entonces era considerado revolucionario y estaba prohibido en España y América. El 18 mortificó al Gobernador Juan Manuel de Mendiburu con unos versitos anónimos que le hacía llegar por diversos medios y hasta la propia mesa de comer de su domicilio. 
En su Bosquejo el historiador Francisco Xavier Aguirre Abad ha escrito que la juventud sobre todo, que mal educada, casi sin ocupación conocida, malgastando los años en diversas frivolidades, tuvo por ese tiempo materia seria en qué ejercitar su espíritu generalmente novelero e inquieto. En ella se contaban unos pocos jóvenes de talento y de mediana instrucción, aleccionados en los principios liberales por el padre mercedario fray Miguel Cumplido natural de Chile, que los había reunido como su maestro de latinidad. El presbítero Marticorena, amigo de Cumplido, le ayudaba en esas tareas. Se distinguían entre estos jóvenes José de Antepara y Cruz Correa.

#### La fragua de Vulcano
El 1 de octubre de 1820 con su amigo de Luisiana José de Villamil, visitó la casa de Pedro Morlás, Tesorero de las Reales Cajas de Guayaquil y con el pretexto de distraer a su joven hija Isabelita Morlas que se quejó de no tener qué hacer, organizö un baile, de común acuerdo con Antepara, a fin de reunir para que se conocieran y juramentaran los posibles conjurados, a quienes Villamil y Antepara habían preparado.
Con tal finalidad invitó a tres jóvenes oficiales venezolanos del batallón Numancia que volvían de Lima a Caracas por ser sospechosos de insurgentes (León de Febres Cordero, Luis Urdaneta y Miguel de Letamendi), a los oficiales del batallón de Granaderos (Gregorio Escobedo, el Cacique Álvarez y el Sargento Vargas) acantonados en el puerto y otras muchas personas. 
En una salita especial de la casa de Villamil, situada en el bulevar, donde hoy se levanta el edificio del Banco Internacional casi frente al edificio La Previsora, Antepara arregló una mesita con licores -bebidas excitantes- y dijo: esto se convertirá esta noche en la Fragua de Vulcano, nombre con el que ha pasado a los anales de la historia patria tan significativa reunión.

#### Revolución del 9 de octubre de 1820
En la madrugada del lunes 9 de octubre de 1820 acompañó a Urdaneta a la rendición del cuartel del Batallón Daule, luego estuvo en la toma de las baterías del fortín de Las Cruces y también se contó entre los nueve valientes que efectuaron el ataque al Cuartel de Artillería. Al declararse la independencia de Guayaquil esa mañana fue designado miembro de la Junta de Vigilancia y Fiscal del Consejo de Guerra Permanente.

#### En el gobierno criollo
Nuevamente siguió como alma del gobierno y primer colaborador de José Joaquín de Olmedo y con este decidió la convocatoria del colegio electoral como medida democrática para hacerle frente al militarismo de Gregorio Escobedo.
En noviembre redactó con Olmedo el anteproyecto del "Reglamento provisorio Constitucional de Gobierno" y el 11 concurrió al Colegio Electoral de la Provincia Libre de Guayaquil, fue designado Secretario del Colegio y también de la Comandancia General de Guayaquil. Entonces obtuvo la aprobación de su proyecto que pasó a ser la primera y única Constitución Política que ha tenido el litoral ecuatoriano y recibió una de las Medallas destinadas a los que hicieron la revolución.

### Ejército guayaquileño

#### Ayudante de campo y edecán
Sus pasadas actuaciones en Venezuela y su amistad con Simón Bolívar fueron decisivas para que José Joaquín de Olmedo se resolviera a pedir la colaboración de las fuerzas auxiliares colombianas, como un mal necesario para la supervivencia de la revolución.
A la llegada de las tropas colombianas, llamadas Fuerzas Auxiliares porque venían a luchar contra los realistas, fue designado Ayudante de Campo y Edecán del General Antonio José de Sucre, sirviendo de enlace entre este y Olmedo, peleando con éxito en la Batalla de Yaguachi el 19 de agosto de 1821, donde triunfaron las armas patriotas. Dicha victoria permitió el libre acceso de los ejércitos guayaquileño y colombiano unidos hacia la sierra andina.

#### Muerte
Iniciadas las nuevas operaciones el 12 de septiembre de 1821 "marchó bastante enfermo a la campaña de Huachi, donde un cúmulo de asesinos le arrancaron la vida después de la acción", según dice la necrología publicada en El Patriota de Guayaquil el 22 de diciembre de ese año.
De dicha información se desprende que Antepara fue asesinado ya rendido y no como lo aseguró su amigo Villamil en la Reseña, que "...murió a balazos, al transmitir una orden de Sucre a la extrema izquierda de la línea, por lanzarse a caballo entre los combatientes, cayendo en mitad del camino."

#### Funerales
Sus solemnes honras fúnebres se celebraron en la Iglesia de La Merced el 20 de septiembre, posiblemente oficiadas por su amigo fray Cumplido. Un túmulo sencillo y decente como fue su vida ocupaba el fondo del templo; las columnas y el pavimento estaban enlutados y cubierto éste de blandones y hacheros; encima del túmulo se hallaba colocado un sepulcro y en su pedestal se leía esta inscripción: "Al Dios de los Ejércitos, aquí yace don José de Antepara, condecorado con la Medalla de los Libertadores de su Patria. Murió combatiendo por la libertad en los campos de Huachi, a los treinta y tres años de edad".